# Валентин Захариев
Валентин Захариев (р. 3 февруари 1965 г.) е бивш български футболист, вратар, треньор на вратарите във ФК Локомотив (София).
Юноша на Левски. Играе за първия отбор през сезона 1982/83 г. Записва 1 шампионатен, 2 международни и 2 приятелски мача. След 1983 г. играе в Миньор (Перник), Академик (София) и Беласица (Петрич). Завършва НСА след което работи като треньор на вратарите в Славия, Черно море, Миньор Перник, Левски и Локомотив (София).